# Nomo

Nomos del Bajo Egipto.

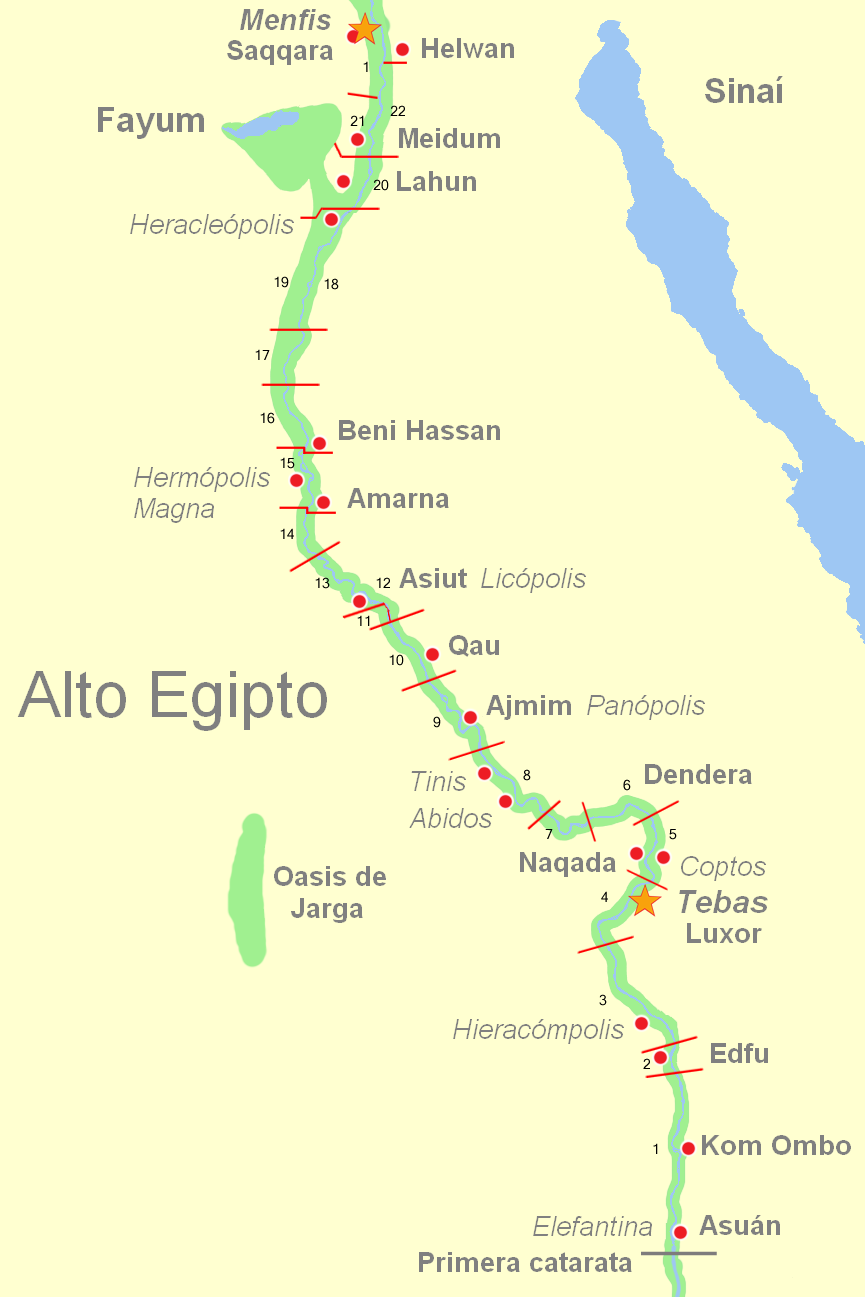
Nomos del Alto Egipto.

Nomo se denomina a cada una de las subdivisiones territoriales del Antiguo Egipto. Este nombre es de origen griego (Νομός, 'distrito'); la palabra equivalente egipcia era hesp o sepat, que designaba la superficie cultivable de los territorios.

## El principio de los nomos
Los pobladores prehistóricos de Egipto se establecieron inicialmente en el valle del Nilo, donde constituyeron comunidades, principalmente agrícolas, gracias a lo cual consiguieron beneficiarse de las periódicas inundaciones del río, crear un sistema de canales de riego y seleccionar especies vegetales, entre otros logros. 
De esta forma, los pobladores pierden la organización tribal y se agrupan en nomos que eran zonas de influencia dentro de las cuales convivían varias comunidades.

## Los nomarcas
La administración provincial estaba basada en la figura del nomarca "el que abre los canales", que era responsable de la irrigación, del rendimiento agrícola, recaudar impuestos y fijar los límites de las propiedades después de la inundación anual. Al mando de cada nomo se erigía un nomarca, un cargo designado por el faraón, que en algunas épocas fue hereditario. 
Cuando el poder del faraón era más fuerte, los nomarcas eran designados por este como gobernadores. Si el poder central era débil, como en épocas de invasiones extranjeras o guerras civiles, los nomarcas reafirmaban su poder, llegando algunos a establecer linajes hereditarios. Los conflictos entre el faraón y los nomarcas hereditarios fueron comunes durante los denominados períodos intermedios, hasta que uno de los gobernantes locales era capaz de afianzar el control sobre todo el país y erigirse faraón.

## El final de los nomos
La división territorial en nomos perduró hasta el periodo Ptolemaico y principios de la época de dominación Romana. Bajo los gobernantes romanos los nomos acuñaron su propia moneda, llamadas "monedas de los nomos", que reflejaba todavía las tradiciones locales. Los nomos de Egipto gozaron de importancia como principales unidades administrativas hasta las reformas de la época de Diocleciano y Constantino.

## El número de nomos
La división administrativa del Antiguo Egipto en unidades más pequeñas, los nomos, se llevó a cabo en el Imperio Antiguo y perduró, con algunos cambios menores, hasta la invasión de los árabes en siglo VII. En general, en la época de los faraones, se puede suponer la existencia de 42 nomos, de los cuales, 22 estaban en el Alto Egipto y 20 en el Bajo Egipto.
El número de los nomos varió entre 37 y 47, según Plinio el Viejo, escritor del siglo I. En época de Estrabón, que visitó Egipto c. 25 a. C., Egipto estaba dividido en 37 nomos, 10 en el Delta, 17 en Egipto Medio y otros 10 en el Alto Egipto. entonces gobernaron

## Nomos delAlto Egipto
| N16 · X1 · T9A · N18 |

| N16 · X1 · T9A · N18 |

| H6 | G5 | S106 · Aa14 | R12 · N24 |

| H6 | G5 | S106 · Aa14 | R12 · N24 |

| S9 · O48 | R12 · N24 |

| S9 · O48 | R12 · N24 |

| R19 | R12 · N24 |

| R19 | R12 · N24 |

| G5 | G5 | R12 · N24 |

| G5 | G5 | R12 · N24 |

| H6 · I3 | R12 · N24 |

| H6 · I3 | R12 · N24 |

| Y8 | R12 · N24 |

| Y8 | R12 · N24 |

| R17 | R12 · N24 |

| R17 | R12 · N24 |

| H6 · R22 | R12 · N24 |

| H6 · R22 | R12 · N24 |

| I10 | H6 | \| \| | R12 · N24 |
|     |    |       |           |

|  |

| I10 | H6 | \| \| | R12 · N24 |
|     |    |       |           |

|  |

| E21 | R12 · N24 |

| E21 | R12 · N24 |

| N26 · I9 | R12 · N24 |

| N26 · I9 | R12 · N24 |

| M1 · f | R12 · N24 | W18 · t · t |

| M1 · f | R12 · N24 | W18 · t · t |

| M1 · I9 | R12 · N24 | F22 |

| M1 · I9 | R12 · N24 | F22 |

| E34 | R12 · N24 |

| E34 | R12 · N24 |

| E28 | R12 · N24 |

| E28 | R12 · N24 |

| E15 | R12 · N24 |

| E15 | R12 · N24 |

| G7A | R12 · N24 |

| G7A | R12 · N24 |

| R19 | D58 | R19 | R12 · N24 |

| R19 | D58 | R19 | R12 · N24 |

| M1 · D36 | R12 · N24 | W18 · X1 · X1 |

| M1 · D36 | R12 · N24 | W18 · X1 · X1 |

| M1 · D36 | R12 · N24 | F22 · t |

| M1 · D36 | R12 · N24 | F22 · t |

| U8 | X1 | R12 · N24 |

| U8 | X1 | R12 · N24 |

Nombre de los nomos del Alto Egipto grabados en la capilla de Sesostris I, en el recinto de Karnak.

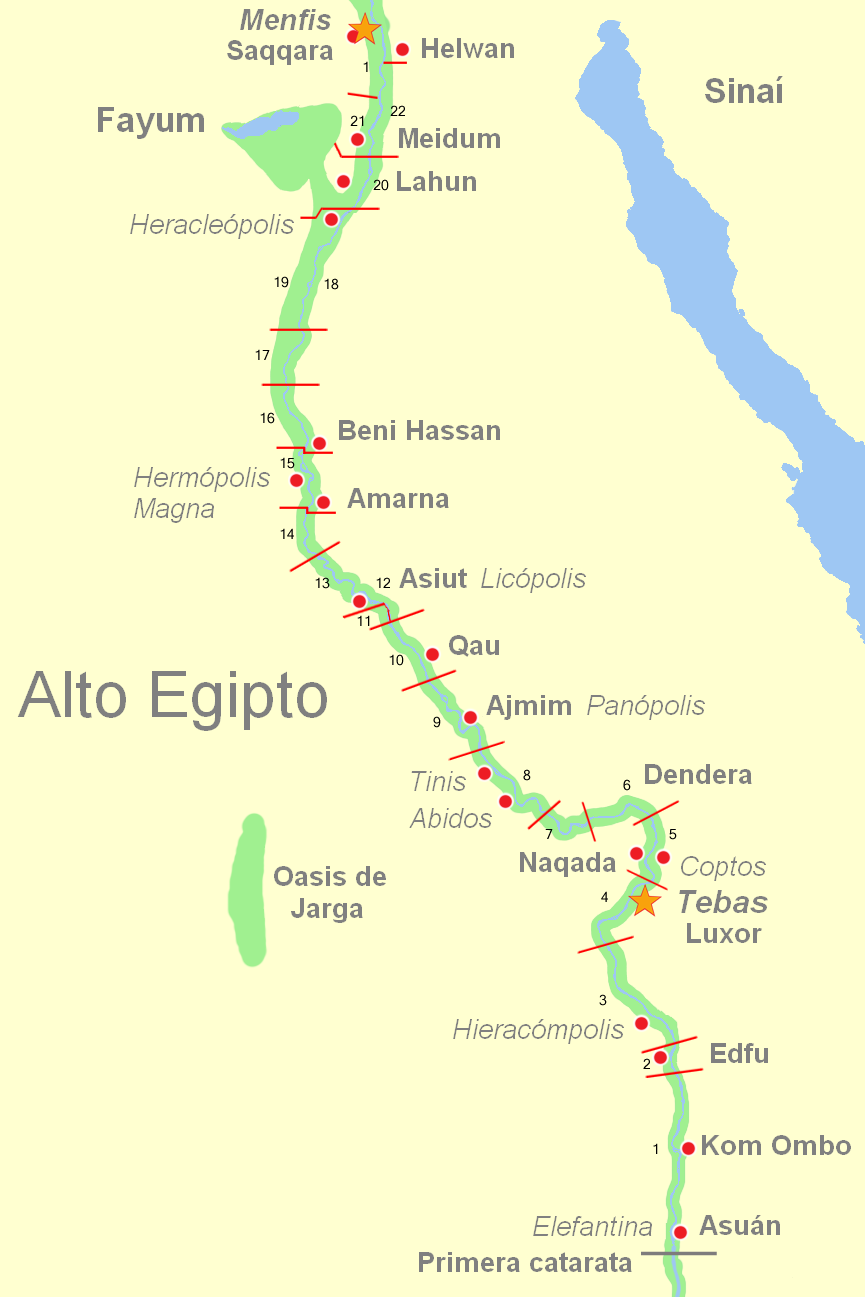
Nomos del Alto Egipto.
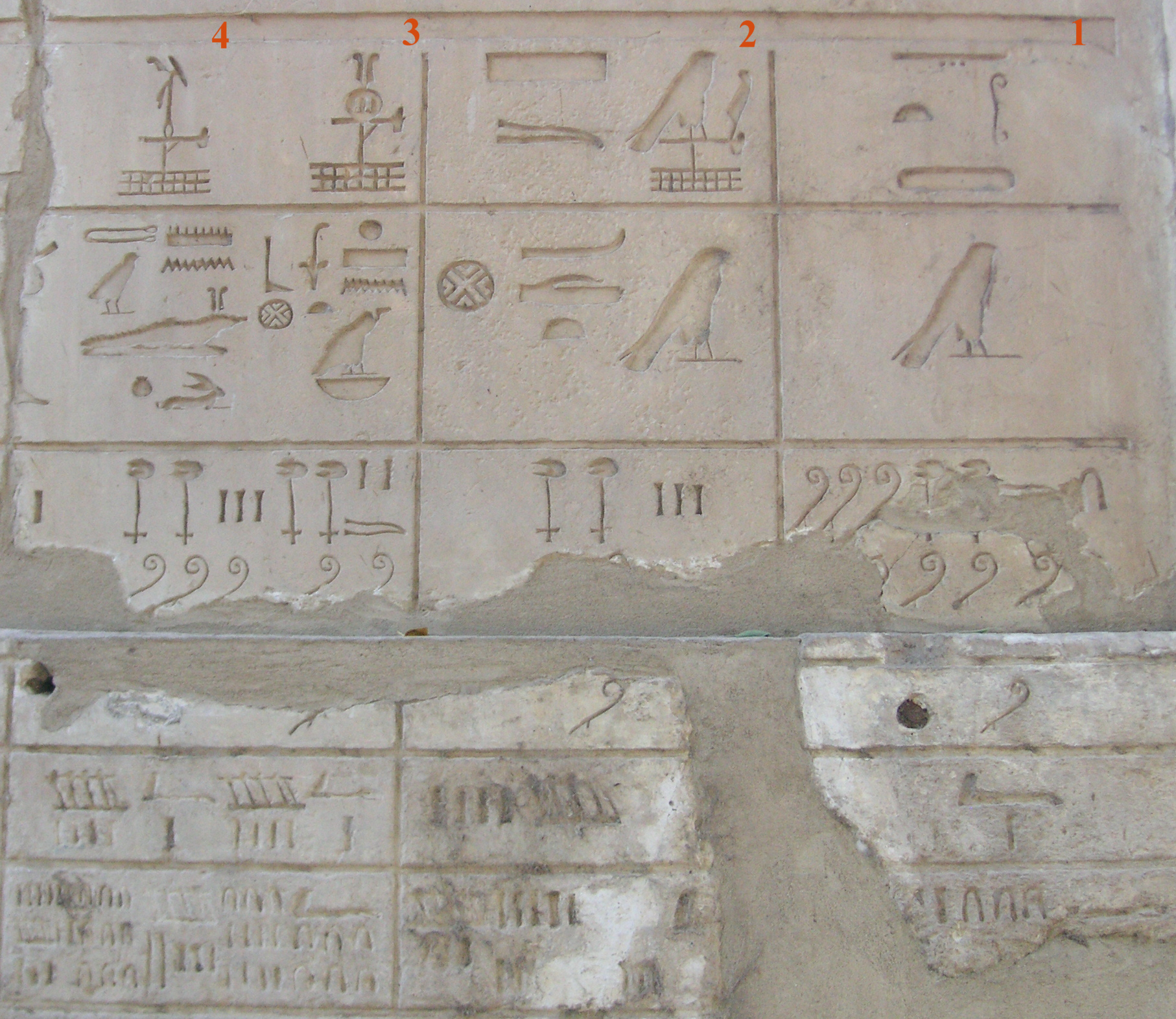
Nomos I II III IV del Alto Egipto.
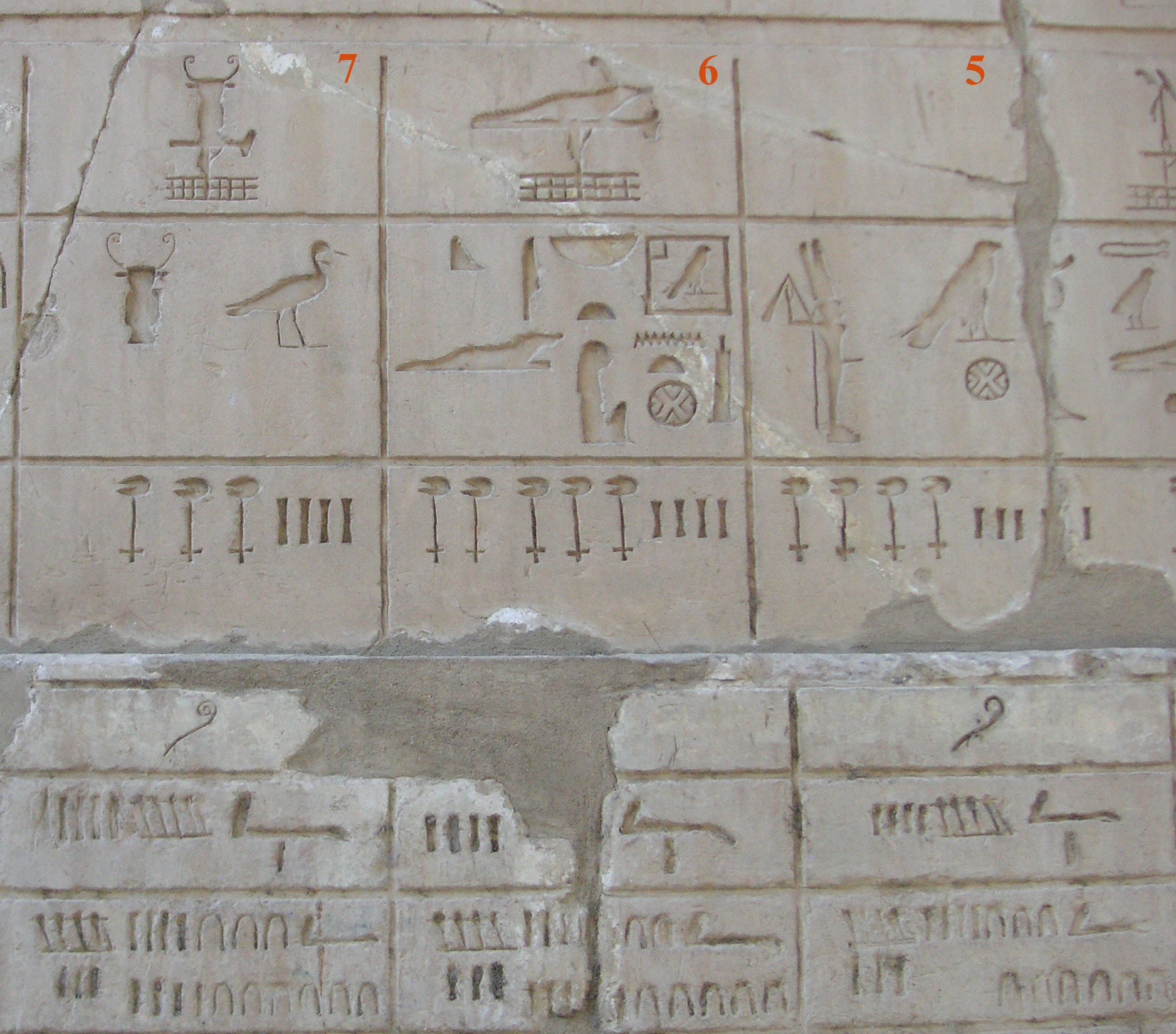
Nomos V VI VII del Alto Egipto.
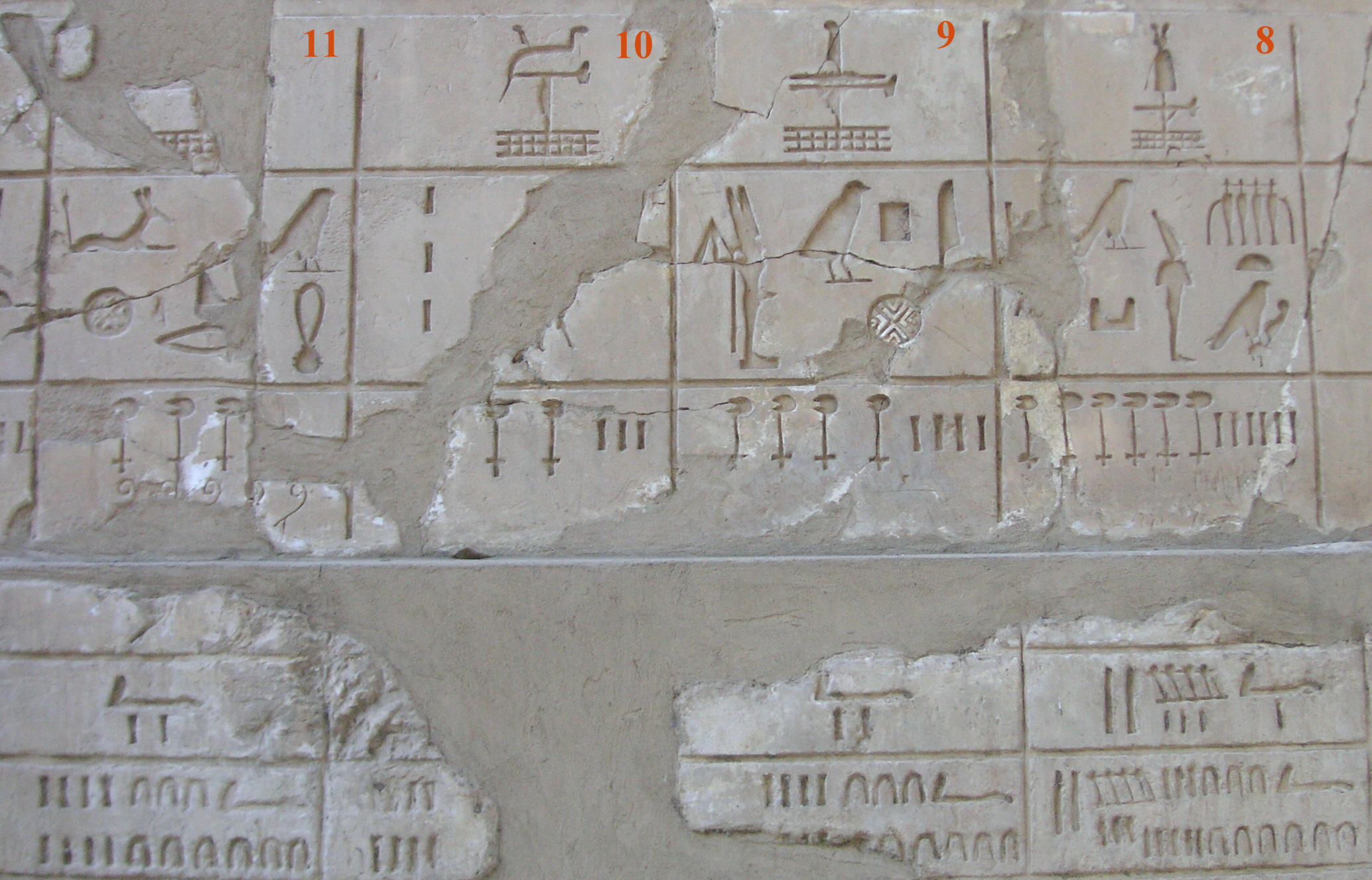
Nomos VIII IX X XI del Alto Egipto.
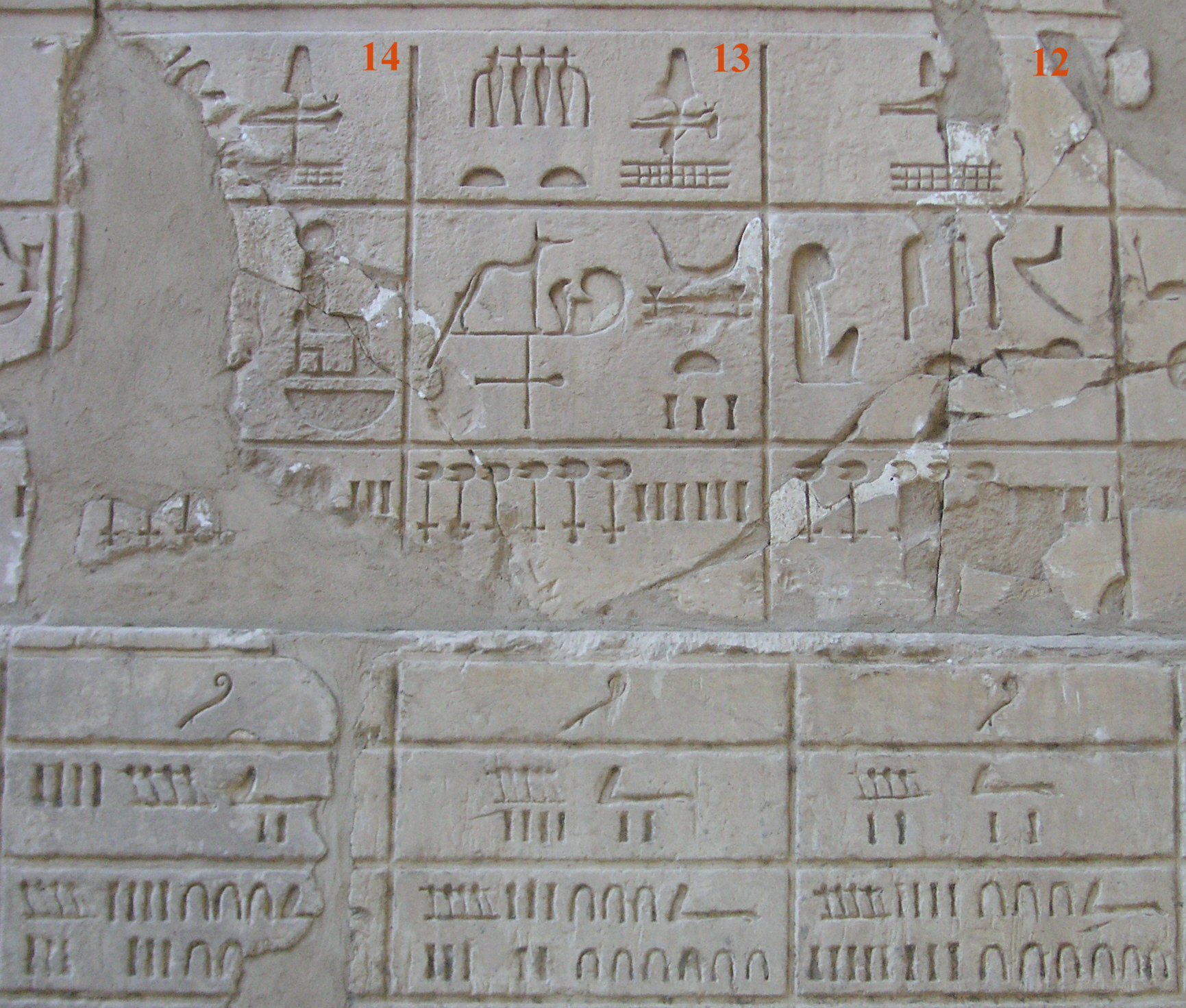
Nomos XII XIII XIV del Alto Egipto.
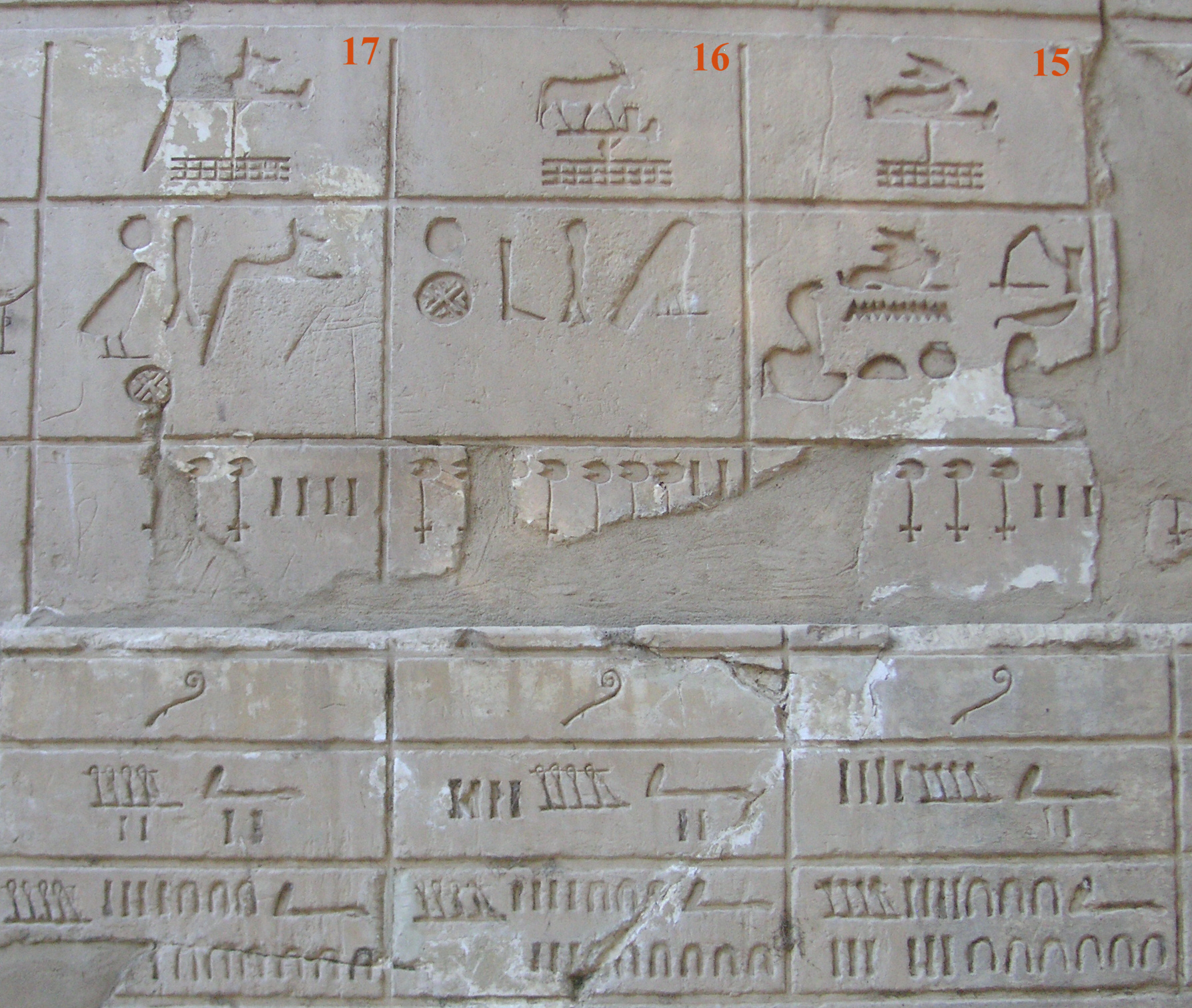
Nomos XV XVII XVII del Alto Egipto.
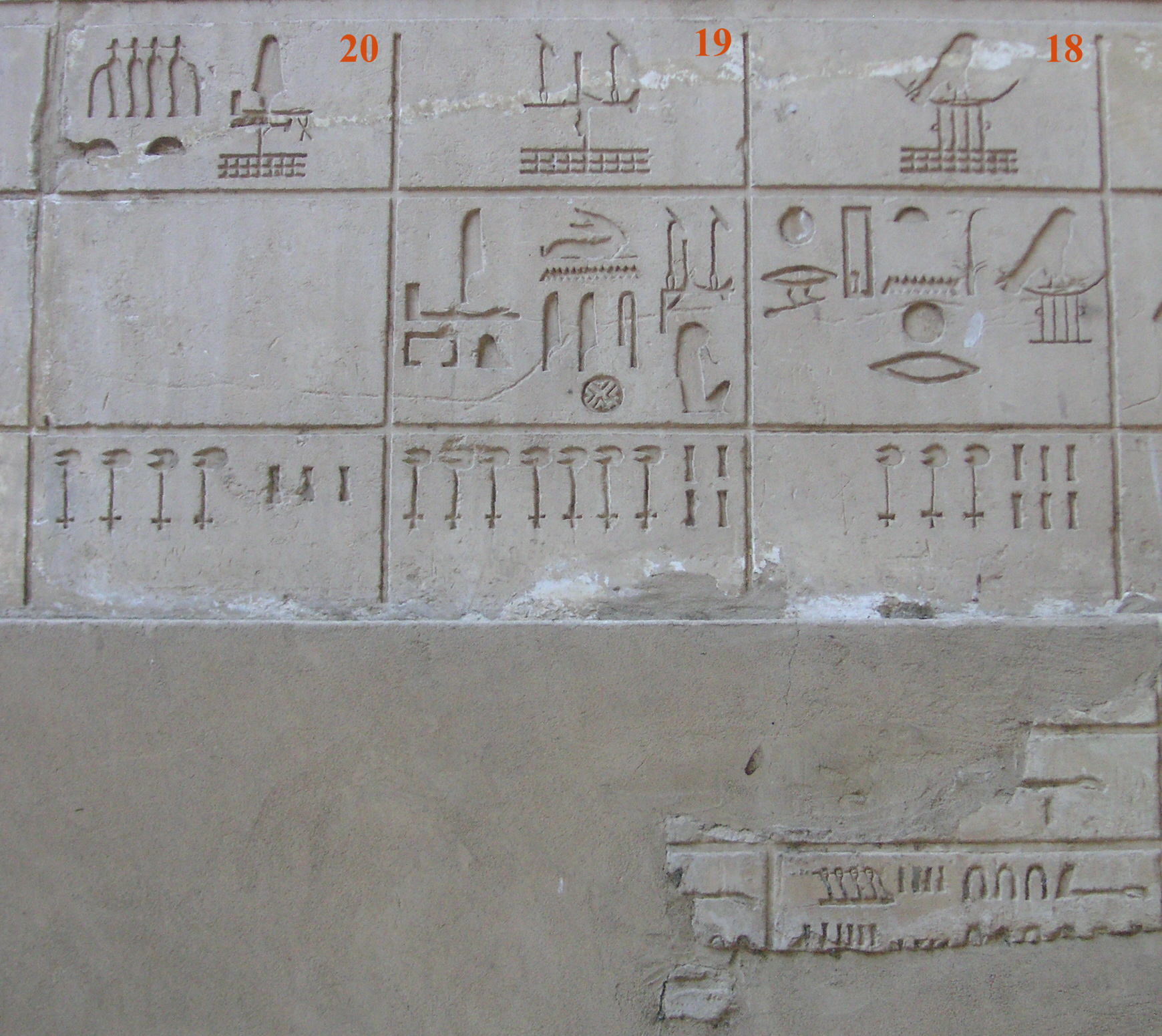
Nomos XVIII XIX XX del Alto Egipto.
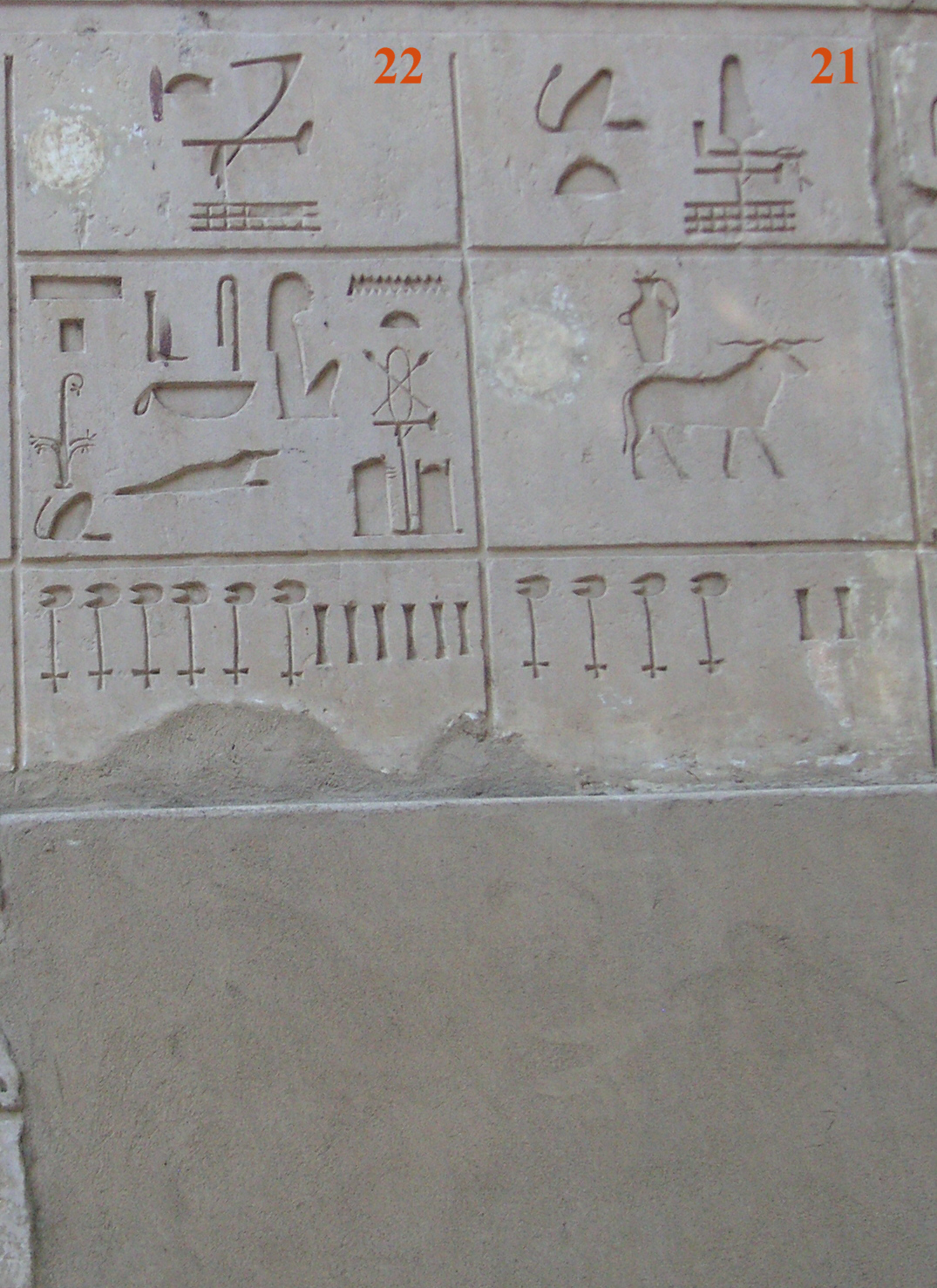
Nomos XXI XXII del Alto Egipto.

## Nomos delBajo Egipto
| O36 | T3 | R12 · N24 |

| O36 | T3 | R12 · N24 |

| F24 | R12 · N24 |

| F24 | R12 · N24 |

| H6 | G5 | R12 · N24 |

| H6 | G5 | R12 · N24 |

| T11 · T11 · O26 | M25 | R12 · N24 |

| T11 · T11 · O26 | M25 | R12 · N24 |

| T11 · T11 · O26 | M15 | R12 · N24 |

| T11 · T11 · O26 | M15 | R12 · N24 |

| N26 | E2 | R12 · N24 |

| N26 | E2 | R12 · N24 |

| T21 · P13 | R12 · N24 | R14 · Aa14 |

| T21 · P13 | R12 · N24 | R14 · Aa14 |

| T21 · P13 | R12 · N24 | R15 · Aa14 |

| T21 · P13 | R12 · N24 | R15 · Aa14 |

| A22 | H6 | H6 | R12 · N24 |

| A22 | H6 | H6 | R12 · N24 |

| I6 | E2 | R12 · N24 |

| I6 | E2 | R12 · N24 |

| Aa2 | E2 | R12 · N24 |

| Aa2 | E2 | R12 · N24 |

| E9 | E2 | R12 · N24 |

| E9 | E2 | R12 · N24 |

| S38 | V27 | R12 · N24 |

| S38 | V27 | R12 · N24 |

| W18 | R15 | R12 · N24 | D58 · Aa13 |

| W18 | R15 | R12 · N24 | D58 · Aa13 |

| G26A | R12 · N24 |

| G26A | R12 · N24 |

| K4 | R12 · N24 |

| K4 | R12 · N24 |

| F36 | F18 · D46 · X1 · O49 | G17 |

| F36 | F18 · D46 · X1 · O49 | G17 |

| A18 | F1 · X1 | \| \| | N41 · Z1 · Z2ss | O36 | T3 | R12 · N24 |
|     |         |       |                 |     |    |           |

|  |

| A18 | F1 · X1 | \| \| | N41 · Z1 · Z2ss | O36 | T3 | R12 · N24 |
|     |         |       |                 |     |    |           |

|  |

| A18 | F22 · R12 | \| \| | W18 | n · t |
|     |           |       |     |       |

|  |

| A18 | F22 · R12 | \| \| | W18 | n · t |
|     |           |       |     |       |

|  |

| M44 | G13 · R12 | \| \| | N24 · t · Z2ss | M15 |
|     |           |       |                |     |

|  |

| M44 | G13 · R12 | \| \| | N24 · t · Z2ss | M15 |
|     |           |       |                |     |

|  |

Nombre de los nomos del Bajo Egipto grabados en la capilla de Sesostris I, en el recinto de Karnak.

Nomos del Bajo Egipto.
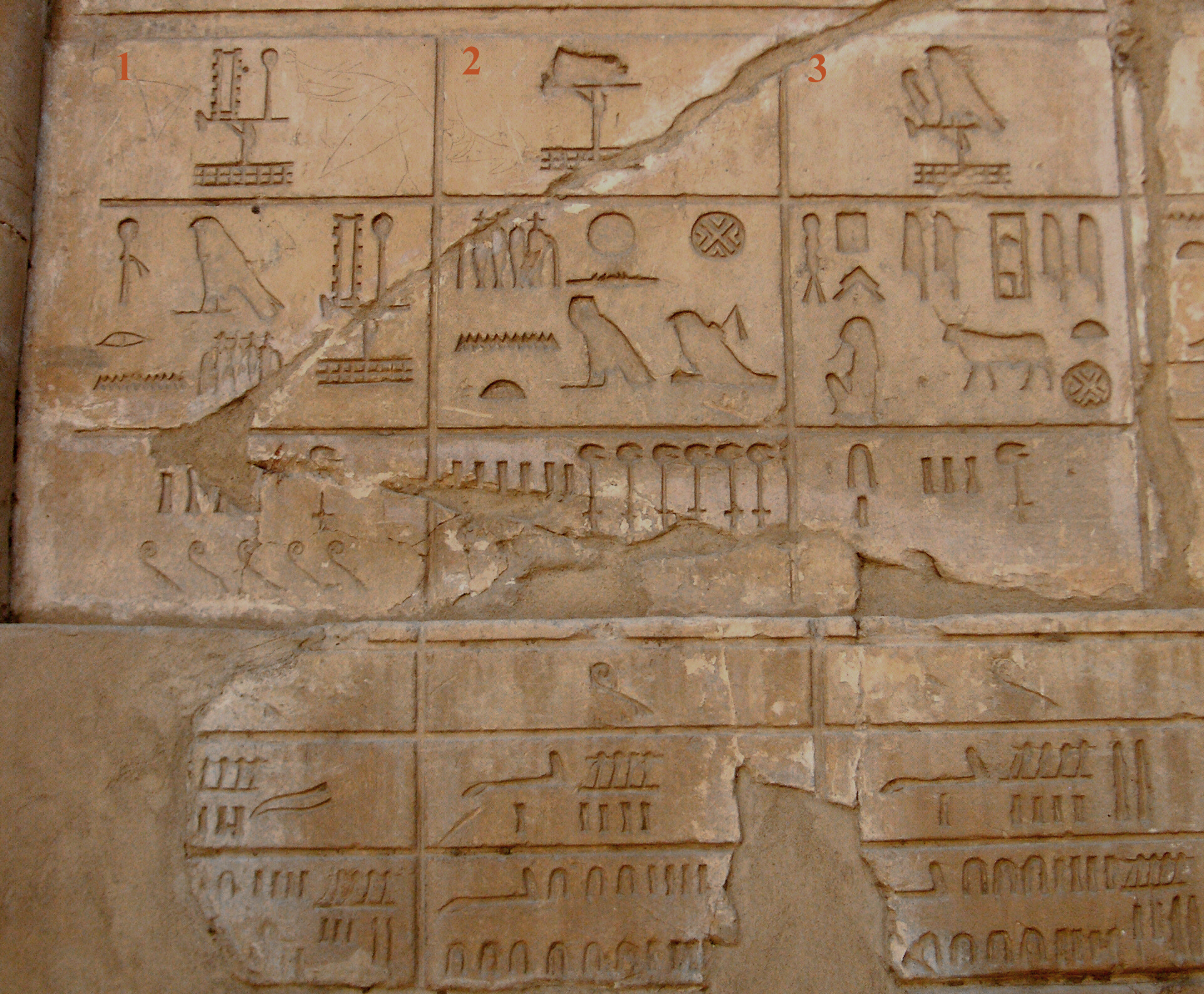
Nomos I II III del Bajo Egipto.
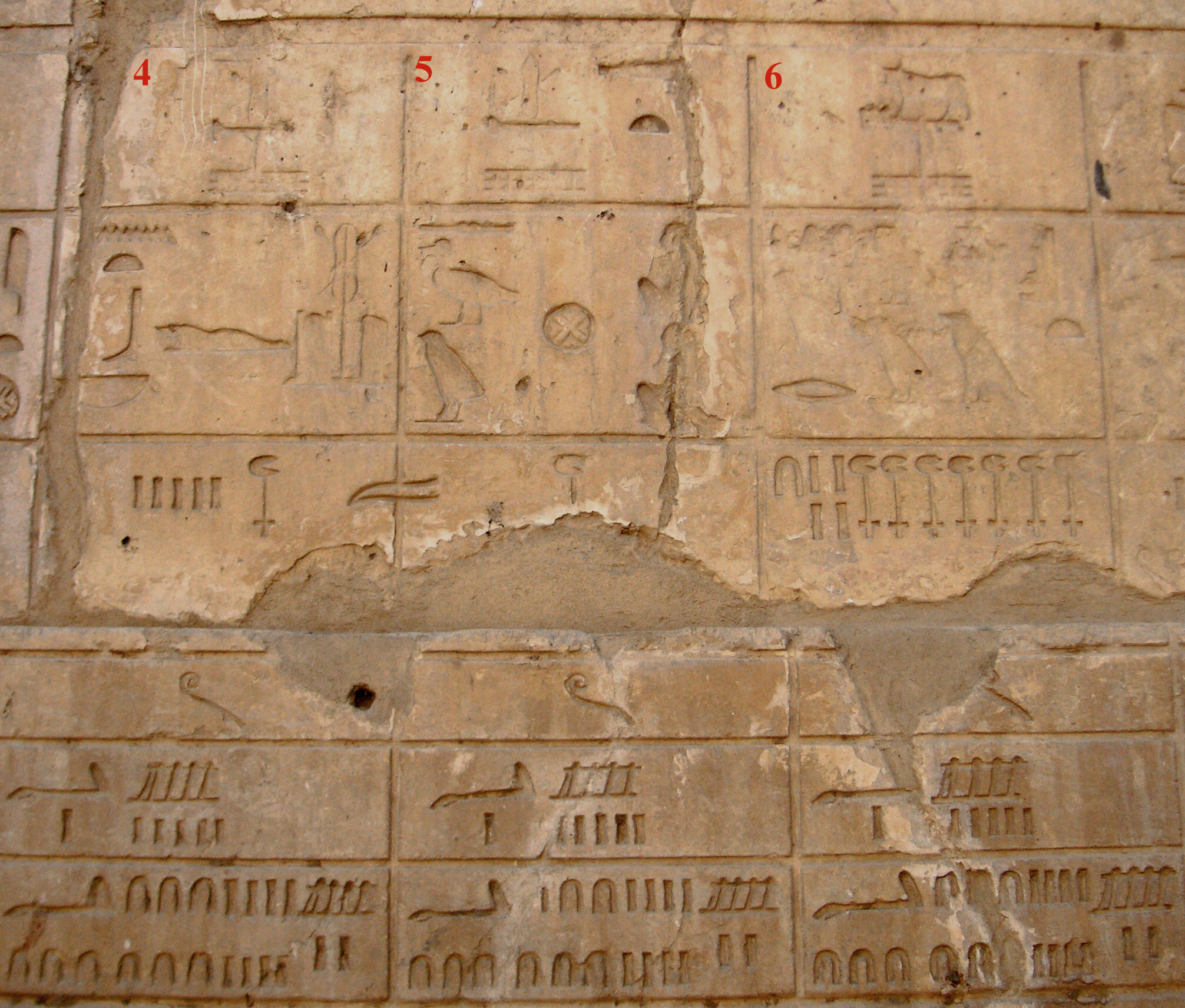
Nomos IV V VI del Bajo Egipto.
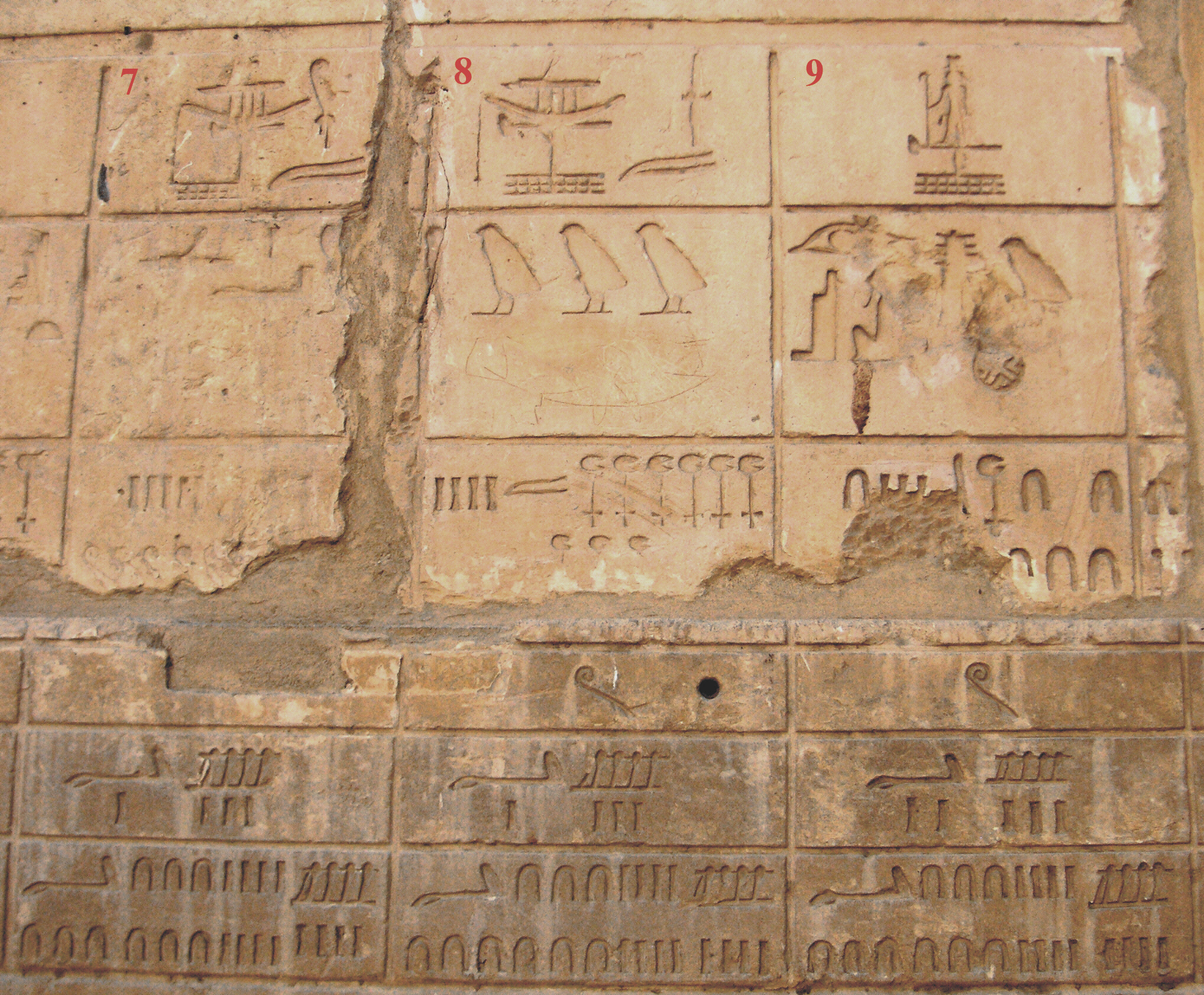
Nomos VII VIII IX del Bajo Egipto.
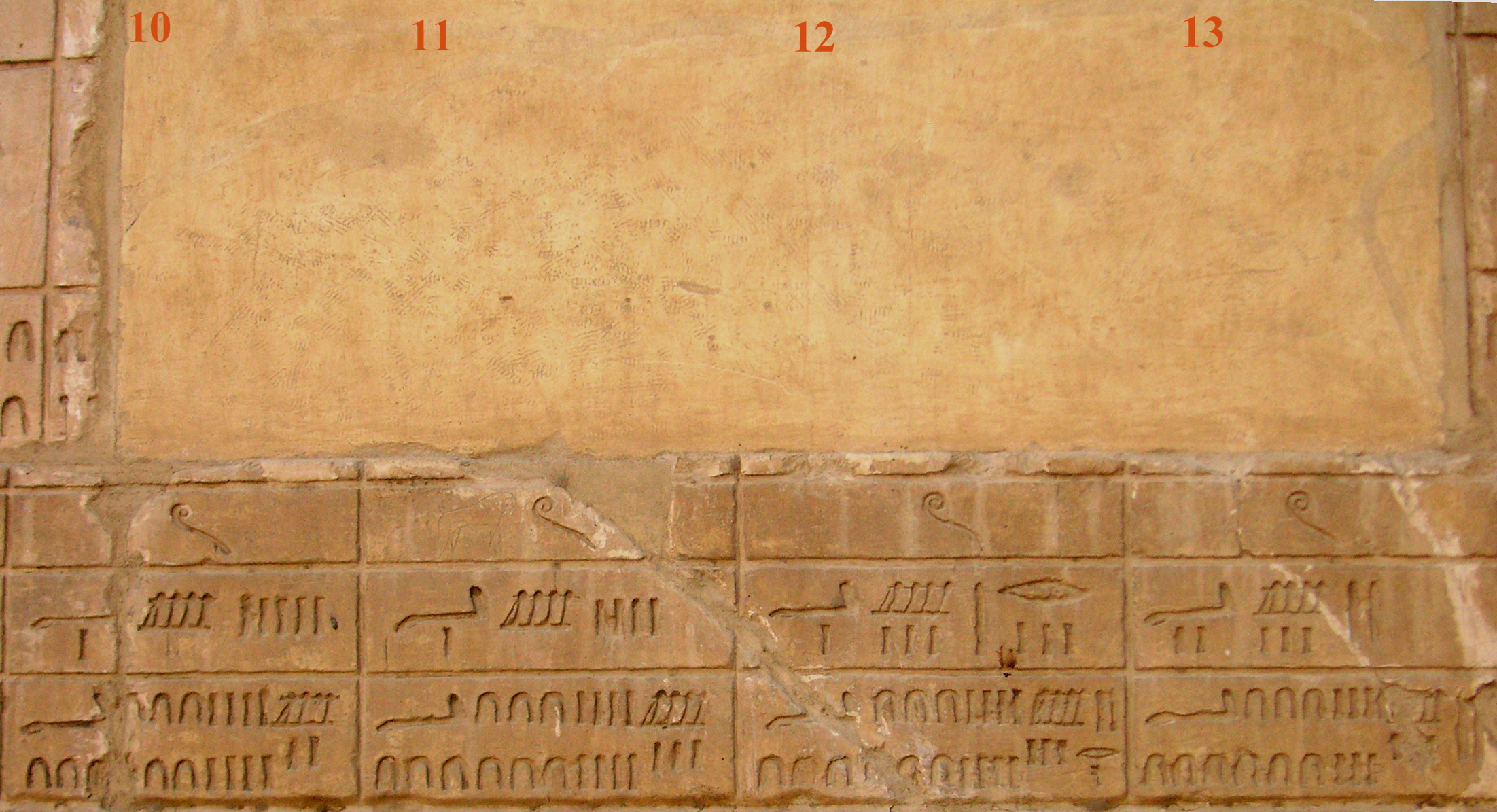
Nomos X XI XII XV del Bajo Egipto (perdidos).
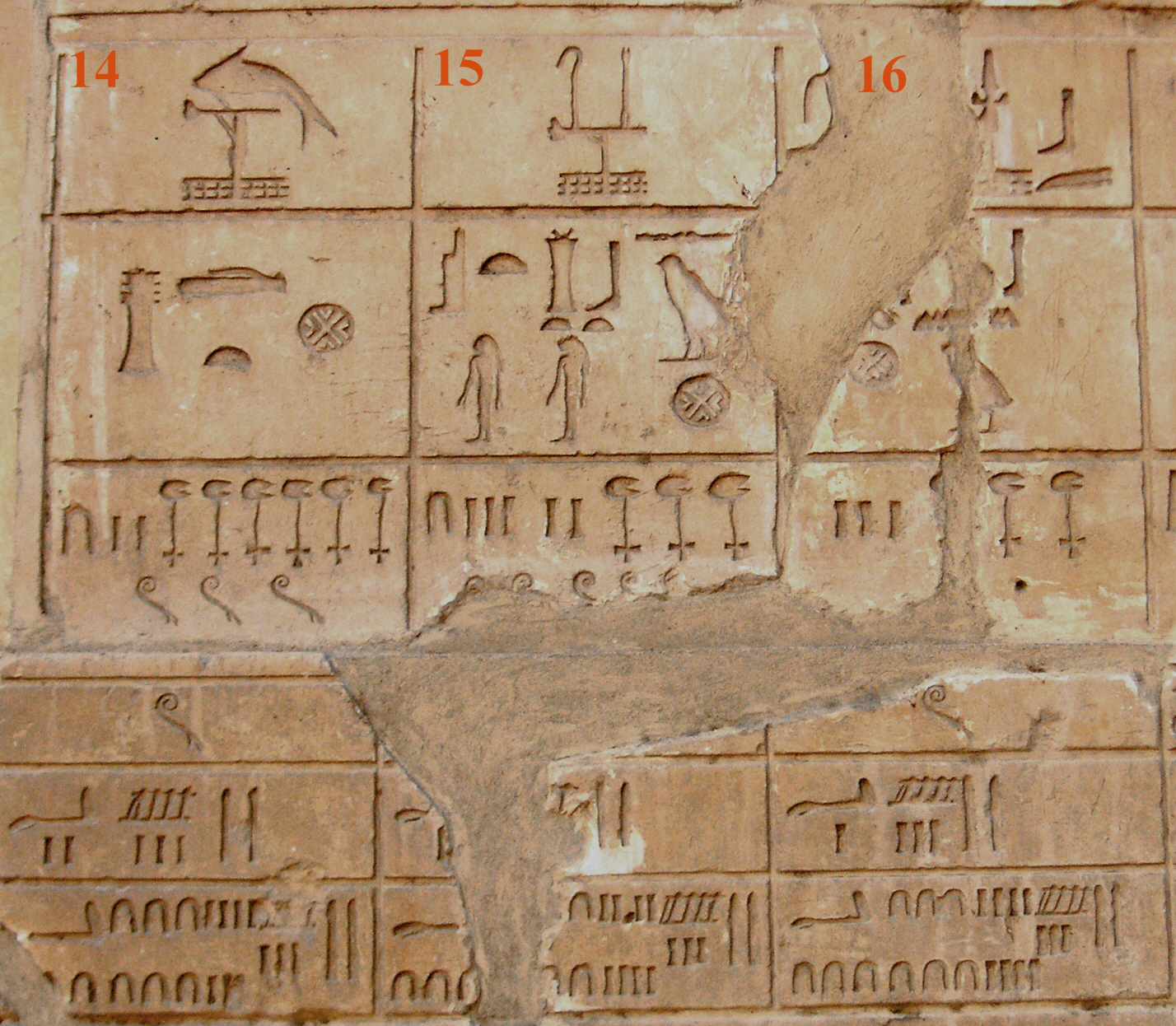
Nomos del Bajo Egipto: XIII (n.º 15) XIV (n.º 16) XVI (n.º 14).
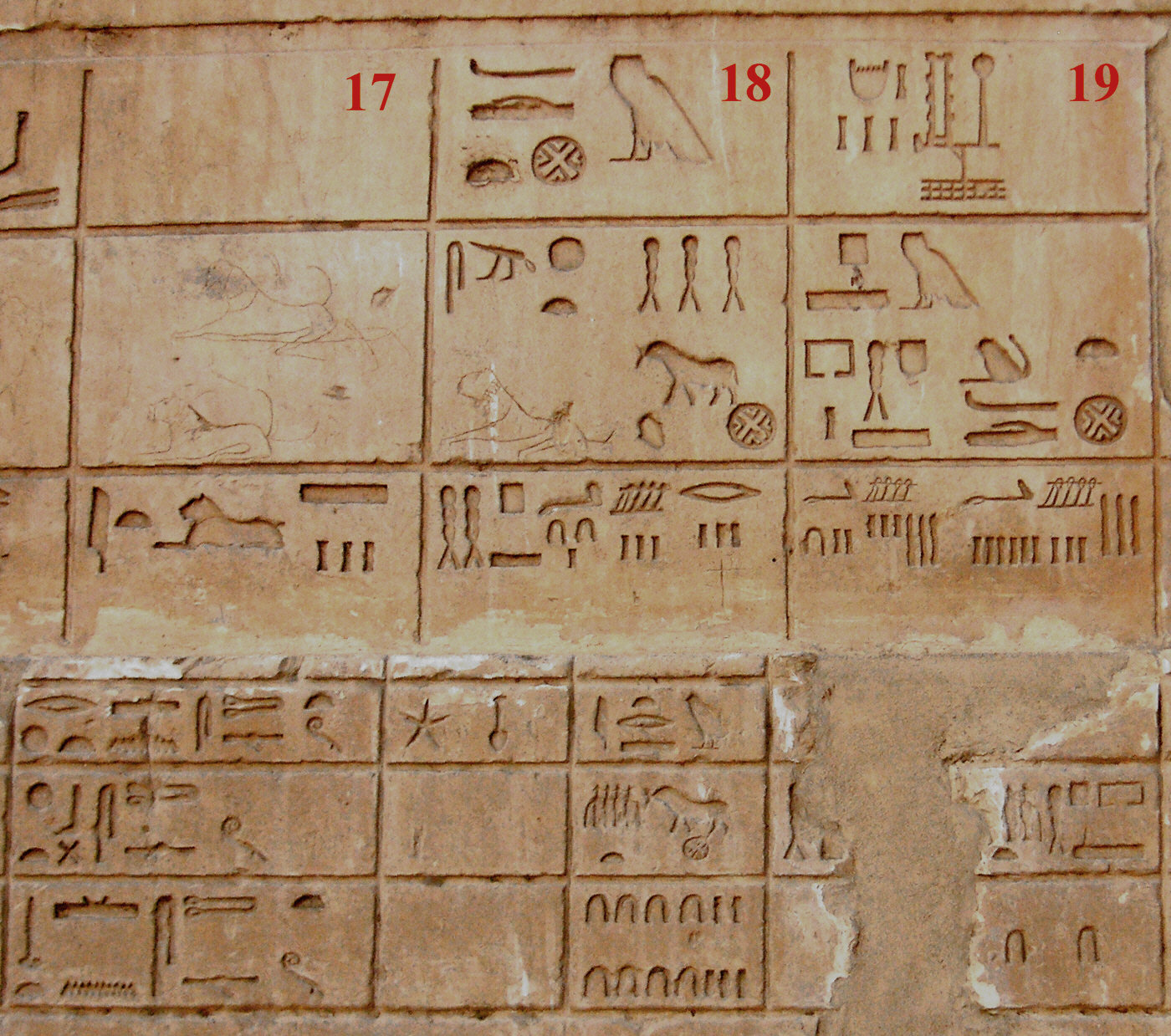
Nomos del Bajo Egipto: XVII (n.º 18) XVIII (n.º 19).
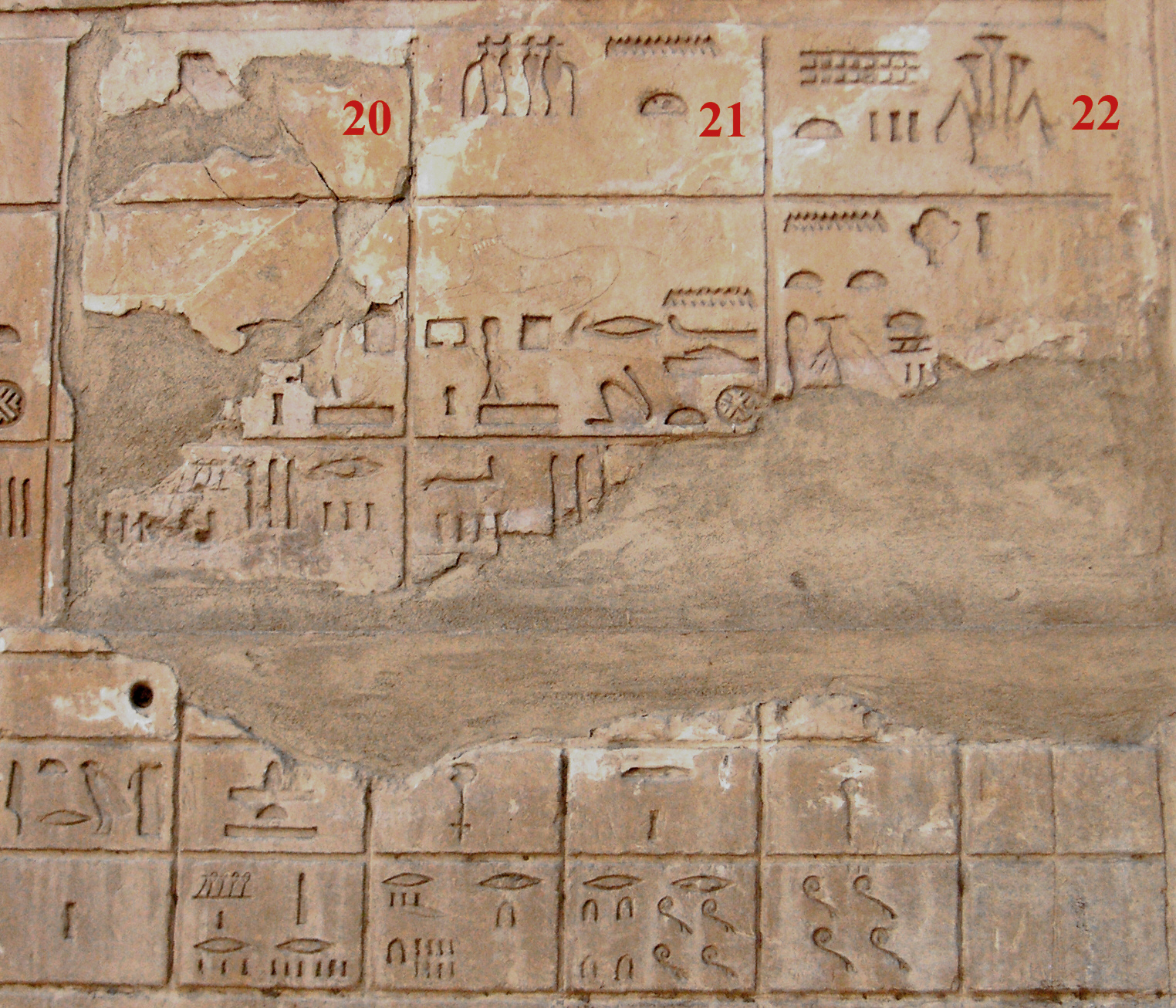
Nomos del Bajo Egipto: XIX (n.º 21) XX (n.º 22).